# Polo Carrera
Polo Carrera   (Quito, 11 de gener de 1945) és un exfutbolista equatorià de la dècada de 1970.
Fou 20 cops internacional amb la selecció de l'Equador.
Pel que fa a clubs, defensà els colors de Peñarol, El Nacional i LDU Quito entre d'altres.
Trajectòria com a entrenador:
- 1990–1991: LDU Quito
- 1992–1993: ESPOLI
- 1994 : El Nacional
- 1995 : Aucas
- 1996–1997: Deportivo Quito
- 1998 : Equador
- 1999 : ESPOLI
- 2009 : Aucas[3]